# Ramzes III
Ramzes III – faraon, władca starożytnego Egiptu z XX dynastii, z okresu Nowego Państwa. Syn Setnachta i królowej TiymerenIset (Teje ukochana przez Izydę).
Panował prawdopodobnie w latach 1183–1152 p.n.e. (lub 1187/1186–1156/1155 p.n.e.). Wstąpił na tron w dniu III Szemu 26 dniu. Według papirusu Harris I, panował 31 lat i 41 dni. Ramzes III od początku swego panowania naśladował swego wielkiego imiennika, Ramzesa II. Przejawiało się to w tytulaturze jaką przyjął, w nadawaniu swym synom imion synów Ramzesa II, dążeniu do dorównania Ramzesowi II w przedsięwzięciach budowlanych oraz akcjach militarnych.

## Żony
Ramzes III pojął za żony kilka kobiet, lecz żadna z nich nie otrzymała tytułu "wielkiej małżonki".
Pierwszą z nich była Syryjka Habasillat, o której niewiele wiadomo. Drugą była Isis (Iset) – córka Ramzesa i Habasillat, ze związku z którą urodzili się następcy tronu, synowie – Ramzes IV i Ramzes VI. Isis pochowana została w Dolinie Królowych, w grobowcu QV51. W świątyni w Medinet Habu brak jest kartuszy z jej imieniem.
Następną była Titi. Nieznany jest dokładny status jaki posiadła na Dworze. W jej pięknym, wielkim grobowcu (QV52), w Dolinie Królowych istnieje bardzo wiele inskrypcji określających jej pozycję na Dworze. Nazywana jest: Panią Dwóch Krajów, Główną Małżonką, Królewską Córką, Ukochaną Królewską Córką, Jego Ukochaną Córką, Matką Króla (Królów) i również Królewską Siostrą.
Następną była Teje, znana głównie dzięki spiskowi haremowemu do jakiego doprowadziła, chcąc osadzić na tronie swego syna Pentaureta (Pentewere).
Prawdopodobnie posiadał jeszcze kilka mniej ważnych żon, których pochodzenie i imiona nie są dziś znane.

## Synowie

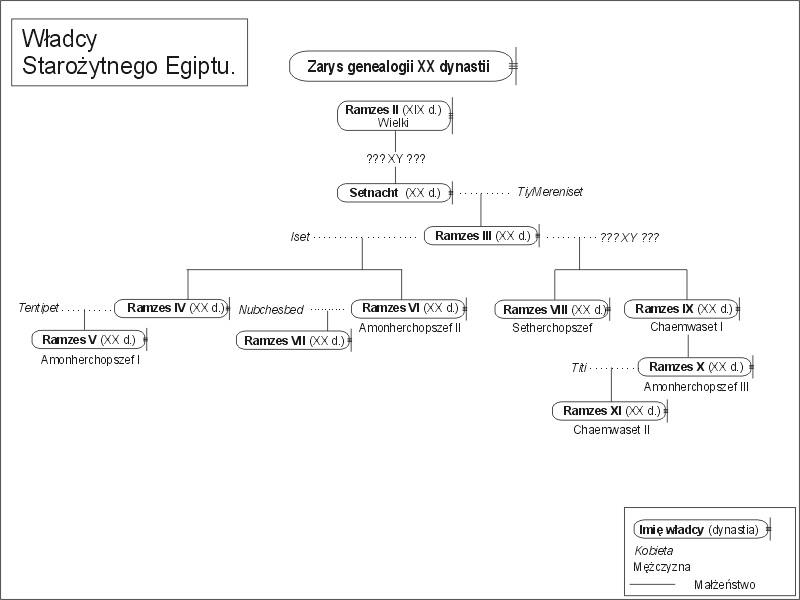
Zarys genealogii XX dynastii

Wzorem Ramzesa II, Ramzes III posiadał kilka żon, a z nimi kilkanaścioro potomstwa.
Synami jego byli kolejni władcy: Ramzes IV i Ramzes VI oraz prawdopodobnie następni ich sukcesorzy – Ramzes VIII i być może także Ramzes IX. Wielu spośród jego synów zmarło w wieku młodzieńczym, jeszcze za życia ich ojca. Byli to Amonherchopszef (QV55) najstarszy syn, Chaemuaset (QV55) – wzorem swego imiennika piastował godność kapłana w Świątyni Ptaha w Memfis, Sutechherchopszef (QV44), Pareherunemef (QV42), Ramzes (QV55), Setirchopszef (QV43) – wzorem swego imiennika otrzymał urząd Naczelnika Stajni Królewskich.

## Spisek
W schyłkowym okresie panowania Ramzesa III, prawdopodobnie w 29 roku jego panowania, wyraźnie pogłębił się kryzys ekonomiczny w państwie, którego pierwsze oznaki pojawiły się już około 12 roku panowania. Oznaką ich nasilania się, były zaniedbania w zaopatrzeniu osady królewskich rzemieślników w Deir el-Medina, co spowodowało ich strajk, prawdopodobnie pierwszy o którym istnieją oficjalne zapiski historyczne.
Wieloletnie rządy, zła sytuacja ekonomiczna oraz brak wyróżnienia jednej z żon tytułem "wielkiej małżonki", były przyczyną spisku, do jakiego doszło w 32 roku panowania Ramzesa. Spisek określany mianem "haremowego", miał na celu odsunięcie króla od władzy i osadzenie na tronie Pentaureta (Pentewere), syna Teje, jednej z głównych żon Ramzesa, która była pomysłodawczynią całego planu. W spisek zmieszanych było około 40 osób – wśród nich wysocy urzędnicy dworscy z otoczenia króla. Między innymi; siedmiu zarządców służby, dwóch nadzorców skarbu, dwóch wysokiego szczebla dowódców wojskowych i dwóch królewskich skrybów. Plan zakładał zamordowanie króla podczas dorocznego Święta Opet, w Medinet Habu. Spiskowcy, mając nadzieję na przychylność bogów, oprócz metod "tradycyjnych", posługiwali się czarami z użyciem magicznych figurek, mających zapewnić pomoc przy wykonaniu planu. Spisek odniósł swój zamierzony cel i król został zamordowany, a złapanych zamachowców osądzono już za czasów Ramzesa IV. Wcześniej spotykano opinie, że atak spiskowców został udaremniony, a wszyscy członkowie grupy zostali złapani i prawdopodobnie procesowi przewodniczył sam Ramzes III.
Spośród zamachowców i członków spisku siedemnastu skazano na śmierć i stracono, a siedmiu ukarano nakazem popełnienia samobójstwa (wśród nich znalazł się Pentauret – niedoszły władca). O udział w spisku oskarżono także pięciu członków trybunału sędziowskiego, zarzucając im współuczestnictwo oraz powiązania (przez pokrewieństwo) z kobietami z haremu, zamieszanymi w spisek. Jeden z nich został ukarany nakazem popełnienia samobójstwa, a trzej inni zostali okaleczeni (obcięto im uszy i nosy). Jeden został uniewinniony. Protokoły procesowe zachowały się na licznych papirusach z czasów Ramzesa IV, a najważniejszy z nich znajduje się obecnie w Museo delle Antichità Egizie w Turynie.
Najnowsze badania, przeprowadzone metoda tomografii komputerowej w 2011 roku w Instytucie ds. Mumii Akademii Europejskiej we włoskim Bolzano, wskazały jednoznacznie, że Ramzes III zginął podczas spisku – w jego mumii naukowcy natrafili na głęboką ranę ciętą gardła. Przecięta została tchawica i główne tętnice, powodując zgon. Oceniono, że w chwili śmierci miał 60–65 lat, a nastąpiła ona najpewniej w 1155 r. p.n.e.

## Wojny

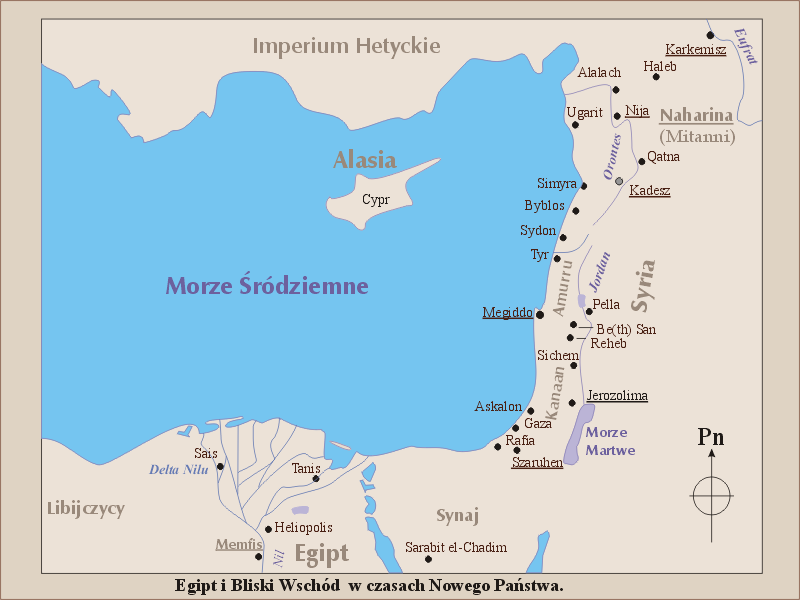
Egipt i Bliski Wschód w czasach Nowego Państwa

Gdy Ramzes III objął tron – po okresie wewnętrznych niepokojów, walki o sukcesję po Ramzesie II, latach słabych rządów, uzurpacji i prób oderwania Górnego Egiptu – żywe wciąż były jeszcze wspomnienia tamtych czasów. Aby wzmocnić swą władzę nad całym obszarem państwa, przeniósł stolicę z Pi-Ramzes, z powrotem do Teb, ustanawiając w Dolnym Egipcie urząd Wezyra Północy. Wkrótce po przywróceniu porządku w państwie musiał stawić czoła nowemu zagrożeniu, tym razem zewnętrznemu.
Prawdziwą skarbnicą wiedzy na ten temat jest jego Świątynia Grobowa w Medinet Habu, gdzie inskrypcje i reliefy opowiadają dzieje wojen, które toczył. Już w piątym roku panowania nastąpił atak plemion libijskich, nacierających na zachodnie rejony Delty. Po ciężkich walkach zdołano zatrzymać pochód najeźdźców, dążących do opanowania znacznych terenów Delty, okolic Oazy Fajum i terenów aż po Memfis.
Jednakże zwycięstwo nie zostało wykorzystane i nie przyniosło zamierzonych celów. Niedawni najeźdźcy zostali siłą wcieleni do armii i uzyskali prawo do osiedlania się na terenach zachodniej Delty, co spowodowało coraz liczniejszy ich napływ oraz organizację społeczności o charakterze wojskowym, opartej na tradycjach plemiennych. Ustępstwa wobec Libijczyków spowodowały wkrótce pojawienie się innych wrogów, którzy zaatakowali Egipt z lądu i morza. Pod naporem "Ludów Morza" upadło Imperium Hetyckie, a niektóre z ich plemion dotarły aż do Karkemisz i dalej wzdłuż wybrzeży Syrii, do Kanaan. Ich pochód zaczął realnie zagrażać Egiptowi, a ich bezpośredni atak na państwo faraonów, był teraz tylko kwestią czasu. Nastąpił on w ósmym roku panowania. Najeźdźcy posuwali się równocześnie lądem i morzem, prowadząc wraz z sobą tabory z całym dobytkiem i rodzinami. Zaatakowali Egipt jednocześnie siłami lądowymi i flotą. Wojska lądowe zostały zatrzymane przez garnizony egipskie w Palestynie, ale flota zdołała dopłynąć do wybrzeży Egiptu. Decydująca bitwa rozegrał się w Delcie, w okolicach wschodnich ujść Nilu. Ramzes III doskonale przygotował się do obrony. Ogłoszono powszechną mobilizację, wzmocniono wały obronne, a ważne strategiczne punkty obsadzono doborowymi jednostkami. Ujścia Nilu zablokowała flota, a nabrzeża obsadzono jednostkami łuczników i piechotą. Bitwę rozpoczął atak łuczników na flotę nieprzyjaciela, a gdy wrogowie próbowali dokonać desantu na ląd, do ataku przystąpiła piechota. Ponadto wrogów zaatakowała od tyłu flota egipska, przypieczętowując ich klęskę. Pojmano wielką liczbę jeńców, zdobyto i zniszczono większość okrętów wroga. Liczbę zabitych wrogów liczono, obcinając ich dłonie, z których sypano wysokie kopce. Zdecydowane zwycięstwo uratowało Egipt od inwazji i okupacji, co więcej, spowodowało zorganizowanie wyprawy wojennej. Wojska faraońskie dotarły do środkowej Syrii i Amurru. Pod Kadesz napotkały niedobitki armii hetyckiej, chroniącej się w tych okolicach, z którymi stoczono kilka niewiele znaczących potyczek. Po klęsce "Ludów Morza", spośród nich tylko Filistyni zachowali swoją integralność, a ich miasta-państwa: Askalon, Aszdod, Gat i Gaza, związały się ze sobą sojuszem. Ramzes III pozwolił pozostać im w Kanaanie, w charakterze wasali Egiptu.
Zwycięstwo nad "Ludami Morza" zapewniło Egiptowi tylko względny spokój na krótki czas. Wkrótce nastąpiły kolejne ataki ze wschodu i z zachodu. W około 11 roku panowania Ramzesa III, nastąpiła ponowna inwazja koalicji plemion libijskich pod przywództwem księcia Meszera na zachodnie tereny Delty z zamiarem osiedlenia się. W wyniku kampanii wojennej odparto atak. Do niewoli dostał się przywódca koalicji, a naczelny wódz Libijczyków został ścięty. Klęska zadana wrogom była dla nich tak dotkliwa, że nie byli już zdolni zagrozić Egiptowi.

## Wspaniałe budowle
Ramzes III we wszystkim pragnął dorównać swemu wielkiemu imiennikowi. Postanowił wznieść ogromny kompleks pałacowo-świątynny na wzór Ramesseum. Pod budowę swej Świątyni Milionów Lat wybrał miejsce w Tebach Zachodnich, oddalone o około kilometr na południe od Ramesseum. Miejsce to należało do świątyni w Luksorze, a znajdowała się na nim już świątynia, której budowę rozpoczął Amenhotep I, a dokończyli Hatszepsut i Totmes III.
Cały kompleks świątynny otoczony był wysokim murem z suszonej cegły mułowej, a do wnętrza prowadził ogromny portal – dwie ufortyfikowane wieże z blankami. Portal ten znajdował się około 80 metrów od samej świątyni. Podobny portal znajdował się z tyłu po północno-zachodniej stronie kompleksu. Sama świątynia stanowiła swój zamknięty okręg i wzorowana była w znacznym stopniu na Ramesseum. Dwa kolejne, ogromne pylony prowadziły na dwa kolejne dziedzińce i dalej do sal hypostylowych, stopniowo przechodzących w samo sanktuarium, którego pomieszczenia pokryte były dachem. Po obu stronach sal hypostylowych, rozmieszczone były kaplice dedykowane bogom. Po stronie północnej – Ptahowi z Memfis i Sokarisowi – bogu nekropoli w Sakkara, a po południowej Apartamenty Grobowe Ramzesa – Zespół kultu Króla-Ozyrysa. Większość dekoracji przedstawia sceny religijne – procesje ku czci Mina i Sokarisa. Z pierwszego dziedzińca, po stronie południowej, znajdowało się przejście do zespołu pałacowego, w którym zbudowano szereg sal reprezentacyjnych i apartamenty prywatne. Wewnętrzne ściany świątyni oraz zewnętrzna strona jej murów są kroniką wojennych czynów Ramzesa III, ze szczegółowym przedstawieniem bitwy morskiej z "Ludami Morza". Przedstawiono tam, rok po roku, historię wszystkich wojen toczonych przez faraona. Obok scen przedstawiających autentyczne wydarzenia, znajdują się tam także sceny rodzajowe, w których Egipcjanie walczą w fikcyjnych starciach ze swymi odwiecznymi wrogami: Hetytami, Syryjczykami i Nubijczykami. Wiele przedstawień jest, niemalże wiernymi kopiami, scen przedstawionych na ścianach Ramesseum. Jest to połączenie historii z mitem, mające na celu ukazanie Ramzesa jako niezwyciężonego władcy, gromiącego odwiecznych wrogów Egiptu. Sceny historyczne łączą się także ze scenami religijnymi oraz wydarzeniami o charakterze politycznym.
Również zewnętrzne ściany murów całego kompleksu pokrywają reliefy, relacjonujące sławę wojenną Ramzesa III. Zewnętrzna fasada pierwszego pylonu przedstawia, od strony południowej, poświęcenie zdobyczy wojennych Amonowi, a od strony północnej, historie drugiej wojny libijskiej, tylna zaś pokryta jest scenami dwojakimi – o tematyce religijnej i wojennej (m.in. sceny liczenia odciętych dłoni wrogów).
Reliefy i inskrypcje w całym kompleksie zajmują około 7000 m².
Budowę zespołu w Medinet Habu ukończono prawdopodobnie w 12 roku panowania władcy i bezsprzecznie była ona największym przedsięwzięciem budowlanym w czasie jego panowania.
Ramzes III prowadził również prace budowlane w Karnaku, gdzie rozpoczął budowę świątyni Chonsu, oraz w wielu miejscowościach. Według Wielkiego Papirusu Harris (Papirus Harris I znaleziony w 1855 roku w Medinet Habu), który uważany jest za kronikę panowania Ramzesa III, prace budowlane prowadzono w: Pi-Ramzes, Heliopolis, Memfis, Hermupolis, Asjut, Abydos, Koptos, Ombos, El-Kab jak również w Syrii i Nubii.

## Grobowiec Harfiarzy
Ramzes III rozkazał wykuć dla siebie skalny grobowiec w Dolinie Królów. Już na początku prac wystąpiły trudności i budowniczowie zmuszeni byli do zaprzestania pracy i porzucenia rozpoczętej konstrukcji (KV3). Pracę wznowiono w przygotowywanym niegdyś dla Setnachta, grobowcu (KV11, zwanym współcześnie Grobowcem Harfiarzy lub Grobowcem Bruce'a), ale i tu natrafiono na trudności. W trakcie prac, pod koniec wykuwania ostatnich korytarzy i sal, okazało się, iż natrafiono na znajdujący się w pobliżu, grobowiec (KV10) Amenmesa]. Trzeba było dokonać korekty planu i wykuć dalsze pomieszczenia równolegle do sąsiedniego grobu.
Współczesna nazwa pochodzi od czasów gdy prace prowadził tu szkocki podróżnik James Bruce, a wywodzi się od wspaniałego, płaskorzeźbionego przedstawienia w nim, dwóch niewidomych harfiarzy.
Wnętrze pokrywają wspaniałe dekoracje: malowidła (o wciąż wyrazistych i żywych barwach) i reliefy głównie o tematyce religijnej. Sarkofag, w którym zapewne niegdyś spoczął Ramzes III, został sprzedany królowi Francji i umieszczony w muzeum w Luwrze, a rzeźbione jego wieko, przedstawiające wizerunek króla, Giovanni Battista Belzoni wywiózł do Anglii, gdzie umieszczono je w Fitzwilliam Museum w Cambridge.
Grobowiec, jako Ramzesa III, zidentyfikował w 1828 r. Jean-François Champollion. Mumia Ramzesa III znaleziona została w 1881 roku w skrytce DB-320, w Deir el-Bahari. Spoczywała w wielkiej trumnie wraz z mumią królowej Ahmes-Nefertari, żony Ahmose. Podczas badań, po przecięciu całunu i odwinięciu wielu warstw bandaży, okazało się, że twarz króla całkowicie pokrywa warstwa substancji bitumicznej. W oczodołach znajdowały się sztuczne, kamienne gałki oczne, a powieki wypchane były lnianymi tamponami. Ramiona króla były skrzyżowane na piersi.
Mumia Ramzesa III obecnie znajduje się w Muzeum Egipskim w Kairze.

## Konkluzja
Ramzes III był jednym z największych władców starożytnego Egiptu i (tak jak jego wielkiemu imiennikowi i kilku jeszcze innym) należy się mu miano Wielkiego. Niewątpliwie był ostatnim Wielkim Królem – faraonem, za czasów którego Egipt po raz ostatni odegrał mocarstwową rolę. Wraz z końcem jego panowania nastąpił stopniowy schyłek Nowego Państwa. Po nim nastąpiło ośmiu królów, którzy nosili imię Ramzes, a każdy z nich chciał nawiązywać do swoich wielkich poprzedników. Z biegiem jednak lat Egipt tracił swoje znaczenie, a terytoria, którymi niegdyś rządził niepodzielnie, teraz uzyskiwały niezależność. Władza królewska stopniowo traciła swoją siłę i pod koniec dynastii królowie byli już tylko pionkami w grze, prowadzonej przez dostojników dworskich i kapłanów. Wielki splendor i potęga Egiptu nigdy już nie powróciły, a duch wspaniałych, imperialnych czasów odżył tylko na krótki czas, w początkach panowania XXII dynastii libijskiej, w okresie rządów Szeszonka I.
Na cześć faraona nazwano ulicę w brazylijskiej gminie Itatiaia.

## Tytulatura
| G5 |

| G5 |

| E2 · D40 | O29V | M23 | M17 | M17 | X1 · Z2s |

| E2 · D40 | O29V | M23 | M17 | M17 | X1 · Z2s |

| E2 · D40 | O29V | M23 | M17 | M17 | X1 · Z2s |

| E2 · D40 | O29V | M23 | M17 | M17 | X1 · Z2s |

| G5 |

| G5 |

| E2 · D40 | O29V | M23 | M17 | M17 | X1 · Z2s |

| E2 · D40 | O29V | M23 | M17 | M17 | X1 · Z2s |

| E2 · D40 | O29V | M23 | M17 | M17 | X1 · Z2s |

| E2 · D40 | O29V | M23 | M17 | M17 | X1 · Z2s |

| G16 |

| G16 |

| G36 · D21 | O23 | Z3 | W19 | A52 |

| G36 · D21 | O23 | Z3 | W19 | A52 |

| G36 · D21 | O23 | Z3 | W19 | A52 |

| G36 · D21 | O23 | Z3 | W19 | A52 |

| G16 |

| G16 |

| G36 · D21 | O23 | Z3 | W19 | A52 |

| G36 · D21 | O23 | Z3 | W19 | A52 |

| G36 · D21 | O23 | Z3 | W19 | A52 |

| G36 · D21 | O23 | Z3 | W19 | A52 |

| G8 |

| G8 |

| wsr | rnp · rnp · rnp | mi | A45 |

| wsr | rnp · rnp · rnp | mi | A45 |

| wsr | rnp · rnp · rnp | mi | A45 |

| wsr | rnp · rnp · rnp | mi | A45 |

| G8 |

| G8 |

| wsr | rnp · rnp · rnp | mi | A45 |

| wsr | rnp · rnp · rnp | mi | A45 |

| wsr | rnp · rnp · rnp | mi | A45 |

| wsr | rnp · rnp · rnp | mi | A45 |

| M23 · X1 | L2 · X1 |

| M23 · X1 | L2 · X1 |

| ra | wsr | mAat | N36 | i | mn · n |

| ra | wsr | mAat | N36 | i | mn · n |

| ra | wsr | mAat | N36 | i | mn · n |

| ra | wsr | mAat | N36 | i | mn · n |

| M23 · X1 | L2 · X1 |

| M23 · X1 | L2 · X1 |

| ra | wsr | mAat | N36 | i | mn · n |

| ra | wsr | mAat | N36 | i | mn · n |

| ra | wsr | mAat | N36 | i | mn · n |

| ra | wsr | mAat | N36 | i | mn · n |

| G39 | N5 |

| G39 | N5 |

| C2 | F31 | O34 · O34 | S38 | X7 | O28 |

| C2 | F31 | O34 · O34 | S38 | X7 | O28 |

| C2 | F31 | O34 · O34 | S38 | X7 | O28 |

| C2 | F31 | O34 · O34 | S38 | X7 | O28 |

| G39 | N5 |

| G39 | N5 |

| C2 | F31 | O34 · O34 | S38 | X7 | O28 |

| C2 | F31 | O34 · O34 | S38 | X7 | O28 |

| C2 | F31 | O34 · O34 | S38 | X7 | O28 |

| C2 | F31 | O34 · O34 | S38 | X7 | O28 |